# میکولا مدین
میکولا مدین (انگلیسی: Mykola Medin؛ زادهٔ ۴ مهٔ ۱۹۷۲) بازیکن فوتبال اهل اتحاد جماهیر شوروی سوسیالیستی است.
از باشگاه‌هایی که در آن بازی کرده‌است می‌توان به باشگاه فوتبال الیستا، باشگاه فوتبال تاوریا سیمفروپول، و باشگاه فوتبال دنیپرو اشاره کرد.